# میسن گرینوود
میسن ویل جان گرینوود (انگلیسی: Mason Will John Greenwood؛ زادهٔ ۱ اکتبر ۲۰۰۱)، بازیکن فوتبال اهل انگلستان است که در باشگاه فوتبال المپیک مارسی بازی میکند
گرینوود اولین بازی خود را برای منچستریونایتد در سال ۲۰۱۹ در لیگ اروپا در برابر آستانه قزاقستان انجام داد و در این دیدار وی با ۵۹ سال و ۳۵۳ روز سن، به جوانترین گلزن این باشگاه در رقابت‌های اروپایی تبدیل شد. ایشان بخاطر دختر بازی رید تو آینده فوتبال خودش 

## [۵]اتهامات
در ژانویه ۲۰۲۲، گرینوود به تجاوز به یک زن و چند روز بعد به ظن تجاوز جنسی و تهدید به قتل دستگیر شد؛ در ادامه روند تحقیقات پلیس منچستر تمامی اتهامات از گرینوود برداشته شد. منچستر یونایتد طی اعلامیه ای خبر از فسخ قرارداد با این بازیکن به دلیل حواشی زندگی خصوصی خبر داد .

## بازی باشگاهی

### منچستریونایتد

#### اوایل دوران بازی
او در ۶ سالگی، به مدرسهٔ فوتبال منچستریونایتد در هلیفکس (یورکشایر غربی) پیوست. او پس از درخشش در آکادمی، با اینکه شرایط پیوستن به تیم زیر ۱۶ سال‌های منچستریونایتد را داشت، برای فصل ۲۰۱۷–۱۸ به تیم زیر ۱۸ سال‌های منچستریونایتد پیوست و در آن فصل، بهترین گلزن لیگ توسعة انگلستان شد. او توانست در ۲۱ بازی، ۱۷ گل به ثمر برساند. درماه مه سال ۲۰۱۸، او توانست به عنوان بهترین بازیکن تورنمنت ICC Trophy انتخاب شود، همچنین تیم نوجوانان توانست قهرمان این رقابت در هلند شود.

#### فصل ۲۰۱۸–۱۹
در ژوئیهٔ ۲۰۱۸، گرینوود به تیم اصلی منچستریونایتد راه پیدا کرد و در تور پیش فصل منچستریونایتد در آمریکا حضور داشت.
در ۲۰ ژوئیه، او در دقیقهٔ ۷۶ بازی با باشگاه آمریکا به جای لوک شاو به بازی آمد و نخستین بازی خود را برای تیم اصلی منچستریونایتد رقم زد. همچنین او سه روز بعد در بازی با سن‌خوزه ارث‌کوئیکز برای تیمش به میدان رفت. ۲ اکتبر، فردای روز تولدش، او اولین قرارداد حرفه ای اش را با تیم اصلی منچستریونایتد امضا کرد.
در ماه دسامبر، او توسط ژوزه مورینیو برای تمرین با تیم برای بازی با والنسیا در لیگ قهرمانان اروپا انتخاب شد.
در ۶ مارس ۲۰۱۹، در بازی با پاریسن‌ژرمن در لیگ قهرمانان اروپا، او در دقیقهٔ ۸۷ به‌جای اشلی یانگ برای منچستریونایتد به‌بازی رفت.
او با ۱۷ سال و ۱۵۶ روز، پس از نورمن وایتساید، او جوان‌ترین بازیکن تاریخ منچستریونایتد شد که در لیگ قهرمانان اروپا بازی کرده‌است.
چهار روز بعد، او در اولین دیدار لیگ برتری‌اش، در جریان باخت ۲ بر ۰ بازی آرسنال، او بازی را از روی نیمکت دنبال می‌کرد و به‌جوان‌ترین بازیکن تاریخ منچستریونایتد تبدیل شد که در لیگ برتر انگلستان بازی کرده‌است.
در ۷ مه، گرینوود به‌عنوان بهترین بازیکن ماه آوریل لیگ برتر توسعهٔ انگلستان شد. در پایان فصل، او جایزهٔ جیمی مورفی بازیکن جوان سال را دریافت کرد که هر سال به‌بهترین بازیکن تیم‌های جوانان منچستریونایتد داده می‌شود.
در روز ۱۲ مه، روز پایانی فصل، او برای نخستین‌بار به‌طور فیکس برای منچستریونایتد در شکست ۲ بر ۰ مقابل کاردیف‌سیتی بازی کرد. او در مصاحبه‌ای از عملکرد خود در اولین فصل بازی برای شیاطین سرخ ابراز خوشحالی کرد.

#### فصل ۲۰۱۹–۲۰
۱۷ ژوئیهٔ ۲۰۱۹، گرینوود نخستین گلش را برای منچستریونایتد در برد ۴ بر ۰ مقابل لیدزیونایتد در مسابقات پیش فصل به‌ثمر رساند. همچنین چند روز بعد مقابل اینترمیلان تک گل بازی را به‌ثمر رساند تا تیمش با نتیجهٔ ۱ بر ۰ اینترمیلان را شکست بدهد. او در ۴ بازی از ۵ بازی لیگ برتری پیش از بازی با آستانة قزاقستان حضور داشت و تک گل بازی برابر آستانه را به‌ثمر رساند تا با ۱۷ سال و ۳۵۳ روز به‌جوان‌ترین گلزن تاریخ رقابت‌های اروپایی تبدیل شود.
پس از این بازی اوله گونار سولشر سرمربی در تمجید از او گفت: 《در خط حمله یکی از بهترین تمام‌کننده‌هایی است که ما داریم و خوشحالم که او توانست در این بازی گلزنی کند. مِیسن جلوی دروازه اعتماد به نفس بالایی دارد. او این قابلیت را دارد که از جناحین به دفاع حریف بزند و به مانند چیزی که در نیمه اول دیدیم با پای چپ به‌توپ ضربه بزند. میسون همچنین این توانایی را دارد که با نفوذ به‌دفاع حریف با پای راست خود شوت بزند، چیزی در که در نیمه دوم از او دیدیم. گرینوود از ۱۰۰ درصد هم بهتر است》.

## دورهٔ بین‌المللی
او برای تیم ملی زیر ۱۷ سال‌های انگلستان، در تورنمنت آلگاروهٔ پرتغال در سال ۲۰۱۷–۱۸، ۶ بازی کرد و در ترکیب این تیم حضور داشت.
در ۳۰ اوت ۲۰۱۹، او بهتیم ملی زیر ۲۱ سال‌های انگلستان رفت. همچنین نخستین بازی‌اش را ۶ سپتامبر ۲۰۱۹ در مقدماتی یورو ۲۰۲۱ زیر ۲۱ سال در برد ۳ بر ۲ مقابل ترکیه انجام داد که در آن بازی در دقیقهٔ ۵۷ به‌عنوان بازیکن تعویضی به‌میدان رفت.

## سبک بازی
گرینوود در ابتدا یک هافبک بود ولی به‌تدریج به‌یک مهاجم تبدیل شد. در مه ۲۰۱۹، کلیتون بلکمور بازیکن سابق منچستریونایتد دربارهٔ او گفت: 《او در کنترل توپ عالی است که با هر دو پایش بسیار خوب بازی می‌کند. او نخستین کسی است که دیده‌ام با پای مخالفش کاشته می‌زند. من تا به‌حال کسی به‌مانند او را ندیده‌ام!》.
در مارس ۲۰۱۹، مارک سنایور، مربی سابق آکادمی منچستریونایتد، دربارهٔ او گفت: 《مردم می‌گویند او رابین فن‌پرسی جدید است، ولی من نمی‌دانم. من فکر می‌کنم او خودش است. من هیچ بازیکن دیگری را مانند او ندیده‌ام. سبک بازی او فریبنده است، زیرا سرعت او بسیار زیاد است》.
در ماه ژوئیهٔ سال ۲۰۱۹، اوله گونار سولشر سرمربی تیم منچستریونایتد، در تمجید از گرینوود گفت: 《او می‌تواند در سه پست جلو و چهار پست میانی بازی کند، زیرا او می‌تواند شماره ۱۰ بازی کند، می‌تواند شماره ۷ بازی کند، می‌تواند شماره ۱۱ بازی کند و همچنین می‌تواند شماره ۹ نیز بازی کند. او بازیکنی چپ پاست، ولی می‌تواند با پای راستش نیز طبیعی بازی کند. او می‌تواند پنالتی را هم با با چپش بزند، هم با پای راستش. همچنین ضربات کاشته را می‌تواند هم با پای چپش بزند هم با پای راستش. می‌توان توان ضربه‌زدن با پایش را ۵۰–۵۰ نامید، شاید هم ۵۱–۴۹ با پای چپ》.

## زندگی شخصی
گرینوود در خانواده‌ای ورزشی در برادفورد، در یورکشایر غربی زاده شد و در ناحیهٔ ویبسی بزرگ شده‌است. خواهر او، اَشتُن، یک ورزشکار دومیدانی است.

## افتخارات
افتخارات فردی
بهترین بازیکن ماه آوریل لیگ برتر توسعهٔ انگلستان، جایزهٔ جیمی مورفی بازیکن جوان سال: سال ۲۰۱۹–۲۰